# Aeroflot-Flug 892

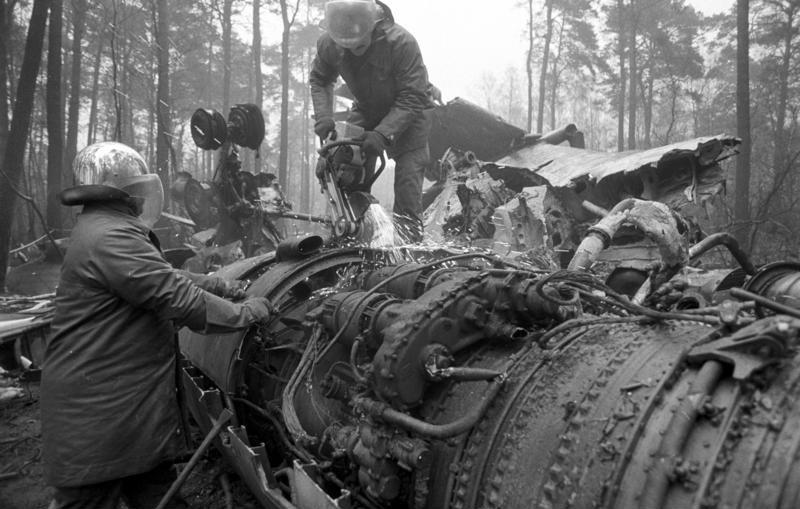
Bergungsarbeiten an der Unfallstelle

Am 12. Dezember 1986 verunglückte eine Tupolew Tu-134A auf dem Aeroflot-Flug 892. Das Flugzeug stürzte im Landeanflug nahe dem Flughafen Berlin-Schönefeld ab. 72 Menschen starben, 10 überlebten den Absturz.

## Flugzeug und Insassen
Die Tupolew Tu-134A (c/n: 63145, Kennzeichen: CCCP-65795) war am 18. März 1980 an die Aeroflot ausgeliefert worden. Zum Zeitpunkt des Unfalls hatte die Maschine 12.658 Flugstunden bei 8482 Zyklen absolviert. Neben der regulären achtköpfigen Besatzung befand sich ein zusätzlicher Instrukteur an Bord, der die Leistung der Piloten bei Landungen unter schlechten Sichtbedingungen bewerten sollte.
Das Flugzeug beförderte 73 Passagiere, darunter 27 Schüler einer 10. Klasse der Ernst-Schneller-Oberschule in Schwerin sowie deren Begleitpersonen. Die Gruppe kehrte von einer Schulabschlussreise aus Minsk zurück.

## Unfallhergang
Die in Minsk zwei Stunden zuvor gestartete Tu-134 sollte gegen 14:20 Uhr in Berlin-Schönefeld landen. Weil der Berliner Flughafen zur Ankunftszeit unter dichtem Nebel lag, wichen die Piloten nach Prag aus. Um 16:31 Uhr hob die Maschine vom Flughafen Prag erneut in Richtung Berlin ab. Zwischenzeitlich fanden auf der nördlichen Landebahn 25R (rechts) in Schönefeld Wartungsarbeiten an der Lichtanlage statt, sodass dem an- und abfliegenden Verkehr nur die südliche Bahn zur Verfügung stand. Der Himmel über Berlin war zu diesem Zeitpunkt vollständig bedeckt. Die Wolkenuntergrenze lag bei ca. 130 Meter (400 Fuß).
Um 16:58 Uhr erteilte die Flugsicherung die Erlaubnis für einen Anflug auf die Landebahn 25L (links). Obwohl die Freigabe korrekt von den Piloten bestätigt und auch der Autopilot zunächst auf die Landebahn 25L (links) eingestellt wurde, flog die Tupolew kurz darauf die gesperrte Nordbahn 25R (rechts) an. Auslöser dafür war eine Information der Flugsicherung in Schönefeld um 17:03 Uhr, dass auf der Landebahn 25R zu Testzwecken die Landebahn- und Anflugbefeuerung in Betrieb war. Diese Information in englischer Sprache wurde von der sowjetischen Besatzung missverstanden – als kurzfristige Änderung der Landebahn. Eine direkt hinter der Tu-134 fliegende Maschine der ungarischen MALEV bat den Tower um Wiederholung der Information. Diese erfolgte mit folgendem Wortlaut: „I say again, Aeroflot 8-9-2 and MALEV 8-0-8, approach and runway lights 2-5 right additional in use for test.“ („Ich wiederhole, Aeroflot 8-9-2 und MALEV 8-0-8, Anflug- und Landebahnbefeuerung 2-5 rechts ist zusätzlich in Betrieb zum Test.“). Beide Besatzungen bestätigten, die Tu-134 wechselte jedoch den Kurs in Richtung der falschen rechten Landebahn. Der Fluglotse, der den Anflug auf dem Radar überwachte, wies die Tupolew-Besatzung auf ihren Fehler hin (17:04 Uhr).
Erst jetzt bemerkte die Besatzung ihren Irrtum, versuchte aber nicht durchzustarten. Stattdessen drehte sie um 17:04 (+11 Sekunden) Uhr nach Süden, um direkt in den Anflug auf die Landebahn 25L zu wechseln. Um 17:04 (+22 Sekunden) Uhr erteilte der Fluglotse die Landefreigabe, nachdem er auf dem Radar ein Zurückkurven der Maschinen auf die richtige Landebahn festgestellt hatte. Da die bisher angeflogene Landebahn 25R jedoch deutlich früher beginnt als die 25L, hatte das Flugzeug schon sehr an Höhe verloren. Die nun unter Stress stehende Crew ignorierte den Alarm für gefährliche Bodenannäherung. Auf Grund nicht gegebener Sichtverhältnisse wegen der gehobenen Nase des Flugzeugs kurz vor dem Aufsetzen und infolge Zeitmangels beim Auswerten der zur Verfügung stehenden Daten zu Lage und Position wurde die zu geringe Höhe nicht bemerkt. Die Tupolew streifte deswegen mehrere Baumwipfel und stürzte um 17:04 (+36 bis 41 Sekunden) Uhr in ein Waldstück neben der Ortschaft Berlin-Bohnsdorf. Die Absturzstelle befindet sich direkt vor einer Autobahntrasse, drei Kilometer vor dem Beginn der Landebahn 25L und 72 Meter von der Start- und Landebahnmittellinie rechts. Beim Aufprall brach die Maschine auseinander und brannte fast vollständig aus.

## Unfallursache
Etwa 30 Minuten nach dem Absturz trafen die ersten Rettungskräfte an der Unfallstelle ein. Der Flugdatenschreiber und der Cockpit Voice Recorder (CVR) konnten geborgen werden. Die Aufzeichnungen der Geräte sowie ein offizieller Untersuchungsbericht wurden in der DDR nicht veröffentlicht.
Vier Tage nach dem Unfall gab die staatliche Nachrichtenagentur ADN bekannt, dass sich das Flugzeug in technisch gutem Zustand befunden hatte und der Flughafen Berlin-Schönefeld uneingeschränkt betriebsbereit war. Laut ADN war die Besatzung für den Unfall verantwortlich, weil sie gegen die Anflugregeln verstieß.
In der Folgezeit verdichteten sich Informationen, wonach der Absturz durch die mangelhaften Englischsprachkenntnisse der Piloten verursacht wurde. In der Sowjetunion erfolgte die Kommunikation im Flugverkehr in russischer Sprache, während andere Ostblockstaaten Englisch nutzten. Offenbar bestätigte die Besatzung die Freigabe des Fluglotsen, ohne sie inhaltlich genau verstanden zu haben. Als die Piloten ihren Fehler bemerkten, war die Maschine bereits zu tief, um in den Anflug auf die südlich gelegene Landebahn 25L zu wechseln. Aufgrund der versetzten Anordnung der zwei Landebahnen lag die Schwelle der Südbahn rund 2200 Meter weiter westlich zur Position des Flugzeugs.
Laut Aussage von Zeugen nahm der Lärm der Triebwerke kurz vor dem Aufprall zu, was darauf hindeutete, dass die Besatzung die Triebwerksleistung erhöhte, um die weiter entfernte Bahn zu erreichen. Unklar blieb, ob der Kapitän durch die Anwesenheit des Prüfers in seinen Entscheidungen beeinflusst wurde und deshalb den Fehlanflug nicht abbrach.

## Katastropheneinsatz
Sofort nach dem Absturz eilten mehrere Augenzeugen, die mit ihren Fahrzeugen auf einem nahegelegenen Autobahnzubringer unterwegs bzw. in einer benachbarten Gartensiedlung bei Bohnsdorf anwesend waren, an die Unfallstelle; sie konnten zwölf Überlebende aus dem brennenden Wald retten. Zwei der Überlebenden verstarben später. Der folgende koordinierte und schnelle Einsatz der Rettungskräfte war durch die Erfahrungen und die für den Fall späterer Katastrophen umgesetzten Maßnahmen nach dem Interflug-Flug 450/742 1972 möglich.
An der Unfallstelle waren Kräfte der Berufsfeuerwehr mit der Zerkleinerung und Beseitigung der Flugzeugtrümmer befasst. Einsatzkräfte der 9. Volkspolizei-Kompanie Potsdam-Eiche sowie der 18. Volkspolizei-Bereitschaft Basdorf waren ebenfalls vor Ort.
Am späten Nachmittag trafen auch Kräfte der 20. Volkspolizei-Bereitschaft Potsdam-Eiche am Unfallort auf dem Autobahnzubringer Treptow (heute A 117) ein. Deren vorrangige Aufgabe bestand darin, mit ihren Fahrzeugen vom Typ W 50 und LO auf der linken der beiden Fahrspuren in Fahrtrichtung Grünau möglichst dicht geparkt aufzufahren um die bildliche Berichterstattung eines zwischenzeitlich ebenfalls eingetroffenen Fernsehteams des ZDF, welches auf der Gegenspur mit einem VW T3 langsam auf und ab fuhr, zu erschweren bzw. zu verhindern. Leichen von Frauen und Kindern lagen auf der rechten Fahrspur der Autobahn und im angrenzenden Wald in Nähe des Flugzeugwracks.
Gegen Abend untersuchten und identifizierten mehrere Gerichtsmediziner die verunglückten Toten. Durch Beerdigungsinstitute wurden Särge angeliefert, um die Leichen der Verunglückten abzutransportieren. 10 Passagiere, darunter 7 Kinder, überlebten den Unfall, zum Teil mit schweren Verbrennungen.

## Sonstiges
Im März 2025 ist ein erstmals ein Buch über den Flugzeugabsturz und seine Folgen erschienen (Titel: „Trauer unter Kontrolle“, ISBN 978-3-935046-86-2). Hier werden im Detail die Ursachen und Folgen des Absturzes beschrieben. Das Sachbuch enthält auch Berichte von mehr als 25 direkt vom Unglück betroffenen Personen (Angehörige, Ersthelfer, Unfallermittler u. a.).
Aus Rücksicht auf die Beziehungen zur UdSSR wurden der Absturz und seine Folgen schnell aus der Berichterstattung der DDR verbannt. Schon wenige Stunden nach dem Absturz begann die Staatssicherheit mit der Überwachung der Familien der Opfer der Schweriner Schulklasse und erstellte individuelle Gefährdungsanalysen zu betroffenen Eltern. Hier wurde eingeschätzt, ob die Gefahr „antisowjetischer“ Äußerungen bestehen könnte.
Der Unfall mit 72 Toten ist der zweitschwerste Flugunfall auf deutschem Boden nach dem Interflug-Flug 450/742 mit 156 Toten.
Durch sofortige Änderungen im Wortgebrauch beim Informationsaustausch zwischen Flugsicherung und den Besatzungen von Flugzeugen wurde, unabhängig ihrer Herkunft, die Chance einer Wiederholung dieses Unfall auf Grund sprachlicher Barrieren oder Missverständnissen minimiert und bestenfalls ausgeschlossen. Dabei handelte es sich um ein internationales Projekt zur Vermeidung von weltweiten Flugunfällen durch übergreifende Maßnahmen zur Anpassung von Flugverkehrslenkung, Überwachung, Sicherung und möglichst einheitlichem Sprechfunkverkehr.

## Andenken

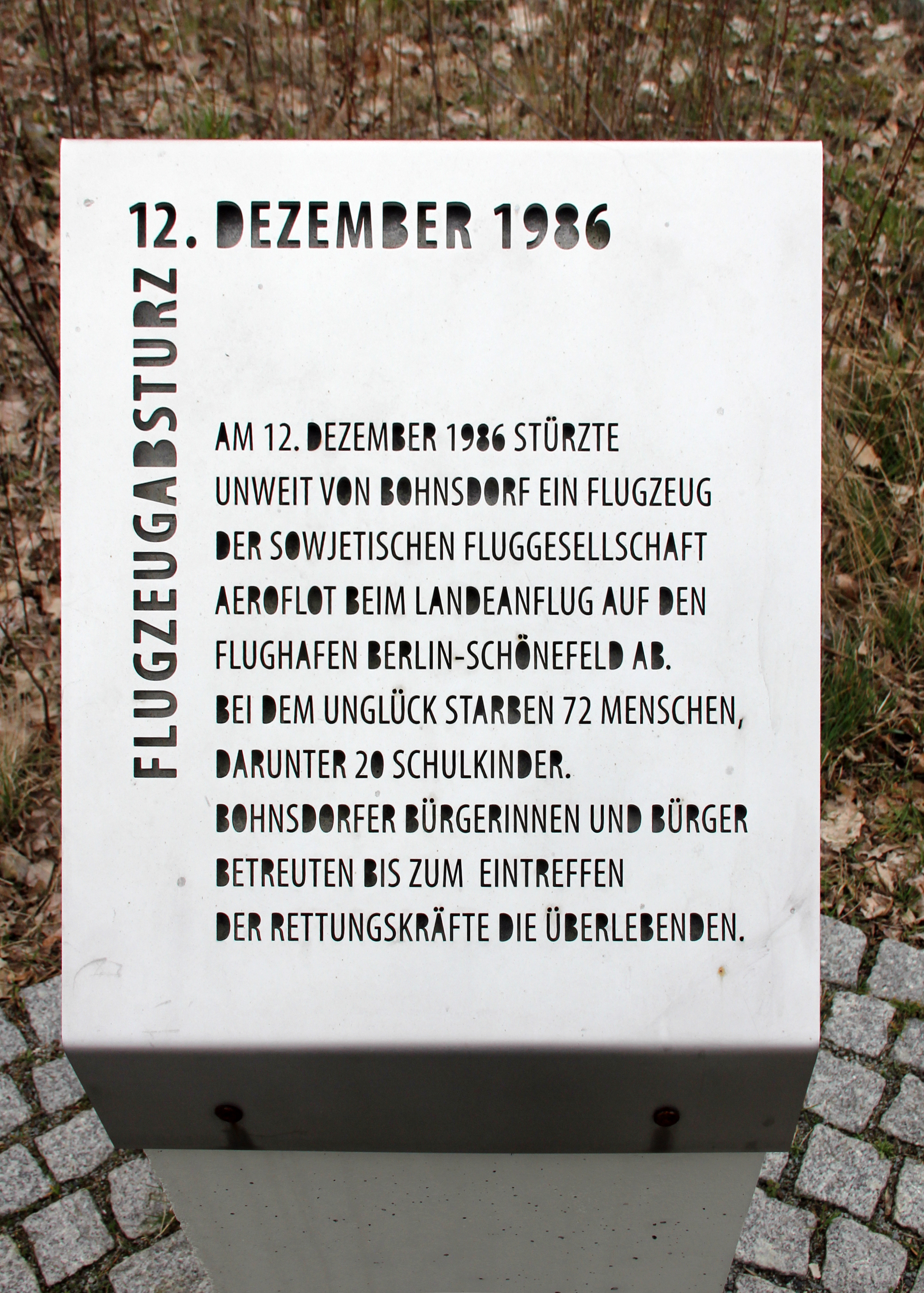
Gedenktafel in der Nähe der Unfallstelle

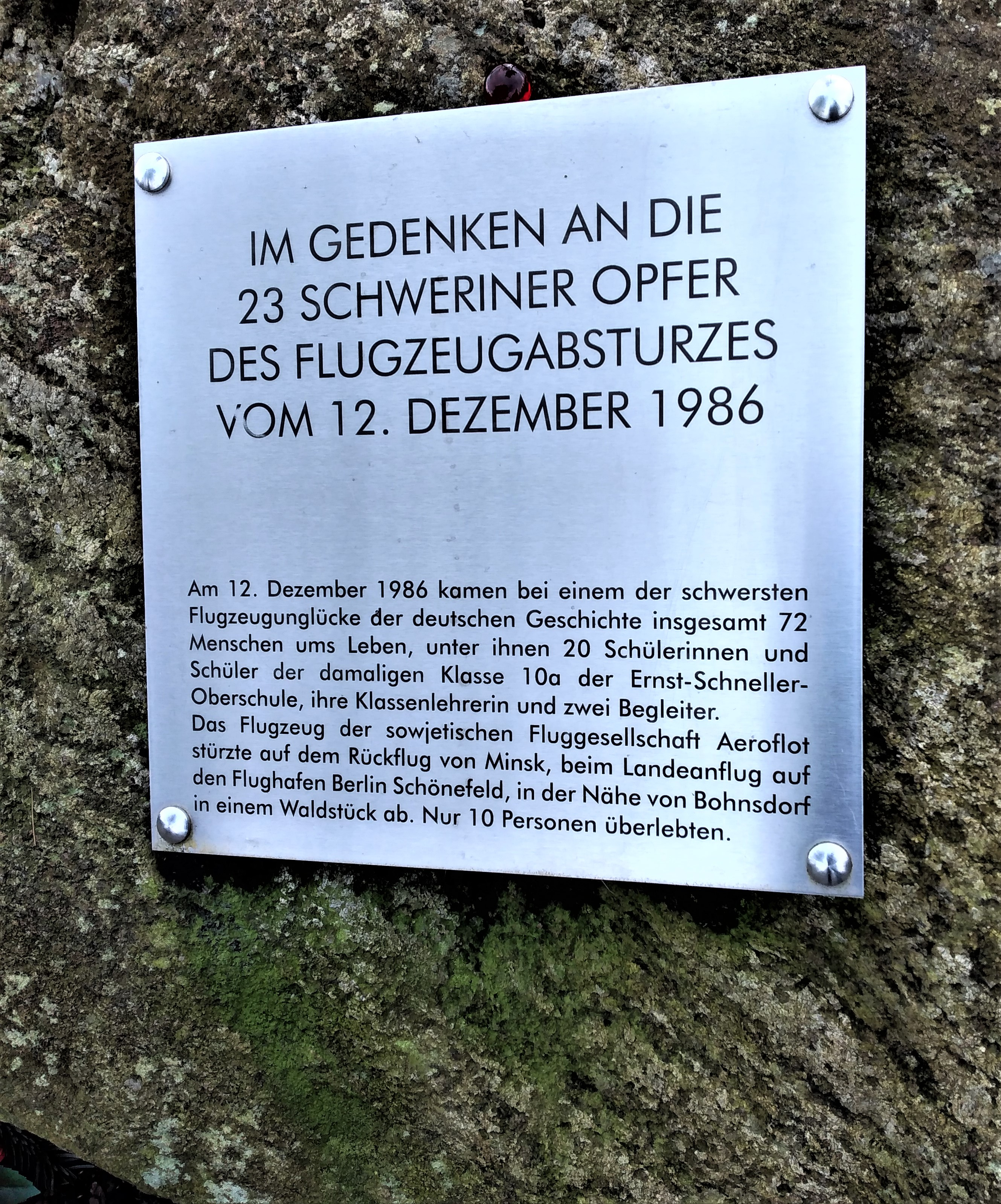
Gedenktafel auf dem Waldfriedhof Schwerin

Anlässlich des 24. Jahrestages des Absturzes wurde im Jahr 2010 in der Nähe der Unfallstelle eine Gedenktafel eingeweiht. Auf dem Waldfriedhof in Schwerin erinnert seit 2012 ein Gedenkstein an die 23 Opfer des Flugzeugabsturzes aus Schwerin.